# Guilherme Negueba
Guilherme Ferreira Pinto, conocido como Guilherme Negueba o simplemente Negueba (Río de Janeiro, 7 de abril de 1992), es un futbolista brasileño que juega de delantero para el Lamphun Warriors de la Thai League 1.

## Carrera

### Juventud
Guilherme llegó muy joven a Flamengo como jugador promesa, el joven centrocampista tuvo pasajes breves en Jacarepaguá Tênis Clube y el Jequiá da Ilha antes de llegar a reforzar el equipo juvenil del Flamengo como una apuesta del entonces presidente del club, Márcio Braga. Profundo conocedor del club, el delantero pasó por todas las categorías de las divisiones inferiores del club con destacadas actuaciones,  sin embargo, fue sólo en 2010, cuando el entrenador Vanderlei Luxemburgo asumió el mando del Flamengo, que Negueba ganó su primera oportunidad en el equipo profesional a los 18 años.

### Flamengo
El joven Negueba en aquella oportunidad ganó un voto de confianza no sólo del entrenador campeón, sino también de todo el elenco representado por el capitán Léo Moura Bastante querido por Vanderlei Luxemburgo, por quién es cariñosamente llamado Neguinho .
El 7 de noviembre de 2010 debutó como titular en el partido contra el Atlético Paranaense ese día el equipo sufrió una derrota por 0-1 en el Estádio Raulino de Oliveira. Negueba también destacó en la conquista del bicampeonato de la Copa São Paulo de Fútbol Júnior, inclusive marcando el gol del título y volvió con aún más moral para el equipo principal. De esta forma, no tardó para que cayera en las gracias de la hinchada, marcando su primer gol como profesional, después de la final del Brasileirão 2010, Flamengo anunció que Negueba tuvo su contrato renovado por otros 5 años. En el inicio de 2012, con la salida de Luxemburgo, Negueba dejó ser utilizado como titular, pero aun así fue persistente y le doblo la mano al nuevo entrenador Joel Santana, este lo trataba de hijo, después de algunas actuaciones irregulares, la hinchada comenzó a protestar en contra de él, hecho que el acabó declarando quedar confuso con las reacciones de la hinchada, cuando Santana fue despedido y Dorival Júnior asumió, Negueba volvió a ser reintegrado al plantel, inclusive ganando la titularidad en el juego contra el Figueirense por la 15ª fecha del Campeonato Brasileño de 2012, además se dio el lujo de rechazar una propuesta del Sporting de Lisboa, ya que era una parte importante del equipo y también por ser demasiado joven para una mudanza internacional. Después del encuentro, Negueba dijo que fue una de los mejores partidos que él hizo con la camiseta del Flamengo y atribuyó eso al buen esquema que Dorival Júnior realizó, dejando el equipo más compacto, lo que facilitó bastante la tarea para él, que quedó bastante bien en el campo. El 20 de septiembre de 2012 después de pésimas actuaciones, y errores repetidos, Negueba perdió prestigio en su escuadra. Después de la derrota ante Santos, posiblemente causada por dos faltas de Negueba, no se consideró al jugador en los siguientes encuentros, el técnico Dorival Júnior perdió la paciencia con el jugador y lo liberó para ser prestado al Avaí FC], propuesta por los administradores del club en una negociación que aún envolvería otros 3 jugadores, sin embargo Negueba rechazó ir para el Avaí FC]. Algunos días después, el jugador aceptó su préstamo con São Paulo FC con opción de compraventa por 3,5 millones de Euros. La transferencia también envolvió el jugador Cléber Santana que pasaría a actuar por el Flamengo. Pero Negueba sólo va a poder jugar en São Paulo FC en 2013, pues ya había jugado más de 7 partidos con la camiseta del Flamengo en el Brasileirão de 2012.
Preparándose para dejar el Flamengo, el jugador asumió que en su nuevo club, São Paulo FC, la presión debe ser más pequeña. He ahí las palabras del jugador:
Estoy viendo todos los partidos de São Paulo y estoy viendo que la forma que ellos juegan, encaja con mi fútbol. Estoy preparado para más. En el Flamengo la presión es mucho mayor y en São Paulo va a ser más tranquilo. La Libertadores es una responsabilidad muy grande. Va a ser una presión para São Paulo y espero llegar allá para sumar. — Dijo Negueba.

### São Paulo
São Paulo confirmó a Negueba a su convocatoria para 2013. Por el acuerdo, Cléber Santana, en un intercambio va hacia el lado contrario, el Flamengo. El 4 de enero de 2013, junto con Aloísio, fue presentado en São Paulo. En la ocasión, el jugador comparó la estructura paulista con la Europa, afirmando que en el Flamengo, su club anterior, las condiciones eran bien diferentes. El 6 de enero de 2013, Negueba sufrió una lesión en la rodilla que lo dejó fuera por 6 meses, apoyado por el grupo, factor tenido en cuenta por Negueba como "importante para él", el jugador tiene una buena recuperación en la primera cirugía de su carrera. Uno de los que más apoyaron al recién llegado a São Paulo fue el volante Wellington, que en la temporada pasada enfrentó el mismo problema.
En junio de 2013 Negueba es optimista sobre su regreso y debut en São Paulo. De esta manera, el delantero se enfrenta a sus miedos para, finalmente, llevar el Tricolor kit.
El 1º de septiembre de 2013, tras casi ocho meses de su llegada al club paulista, Negueba hizo su estreno, en el empate por 0 a 0 ante el Botafogo por el Brasileirão, irónicamente en su ciudad natal, Río de Janeiro. El delantero festejó el debutar por el Tricolor, afirmando que fue "un momento muy feliz". Dos días después, en la victoria por 1 a 0 sobre Náutico nuevamente por la misma competición, el ex-flamenguista comentó la ovación de la hinchada con relación a su fútbol, destacando que "dará el máximo para ayudar al equipo". El día 14 de octubre, Fuera de los planes del técnico Muricy Ramalho y sin espacio en São Paulo, el delantero fue devuelto al Flamengo sin haber hecho ningún gol.

### Vuelta al Flamengo
El 2 de febrero de 2014, Negueba volvió a marcar, después de hacer una arrancada y driblar a dos zagueros en la goleada por 5 a 2 ante el Macaé. Marcó otra vez por el Flamengo en la victoria por 2 a 0 ante el Madureira.

### Coritiba
En 2015, Negueba es enviado a préstamo por dos temporadas al Coritiba.

## Clubes
| Club      | País   | Año           |
| --------- | ------ | ------------- |
| Flamengo  | Brasil | 2010–2012     |
| São Paulo | Brasil | 2013          |
| Flamengo  | Brasil | 2014          |
| Coritiba  | Brasil | 2015-Presente |

## Palmarés

### Juventud
Flamengo
- Campeonato Carioca Juvenil: 2010
- Copa São Paulo de Futebol Júnior : 2011

### Profesional
Flamengo
- Taça Guanabara : 2011
- Taça Rio : 2011
- Rio Janeiro Estado de Liga : 2011

### Selección nacional
- Copa Mundial Sub-20 Copa del Mundo : 2011

- Datos: Q2015848